# Curia Julia

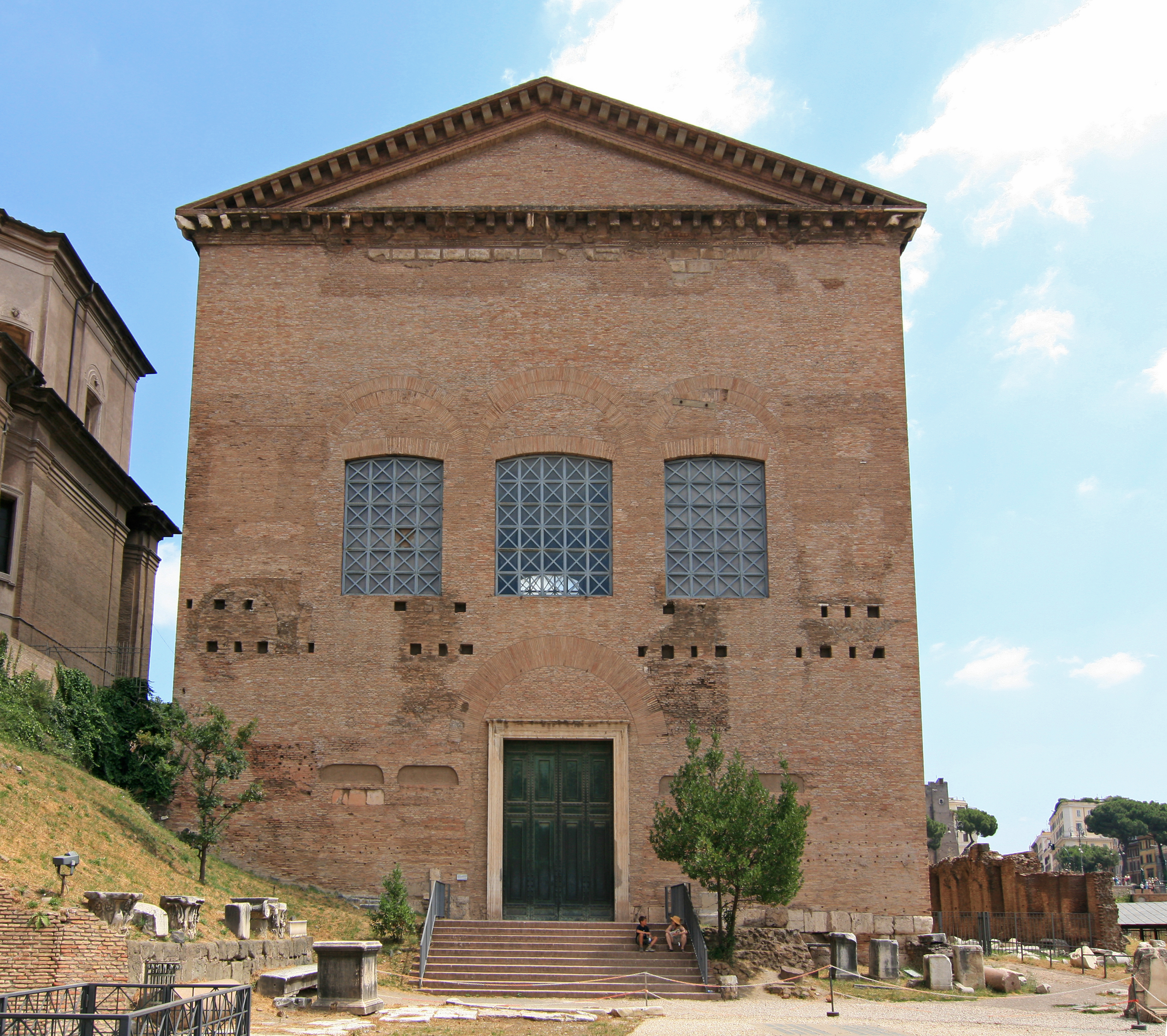
Curia Julia

Curia Julia byla místem zasedání římského senátu ve starověkém Římě na Foru Romanum.

## Historie, vzhled
Kurie vznikla částečně na pozůstatcích starší Curia Cornelia, která zase byla postavena na sutinách Curia Hostilia. V roce 44 př. n. l. Caesarem zahájená stavba byla dokončena až za císaře Augusta v roce 29 před Kristem.
Curia Julia umožňovala přístup do sousedícího Caesarova Fora, které nechal Caesar postavit v roce 46 př. Kr. Dokud ještě nebyla k dispozici nová zasedací budova, scházeli se senátoři na tomto fóru nebo v jednom z četných římských chrámů.
Curia Julia vděčí za svůj současný vzhled přestavbě z let 1932 až 1937, která se po poslední přestavbě za císaře Diokleciána (po ničivém požáru v roce 283 n. l.) snažila rekonstruovat původní vzhled budovy. Budova působí dojmem, že představuje jednu z nejlépe zachovaných staveb pozdní antiky v Římě. Je to však proto, že budova byla za papeže Honoria I. přeměněna na kostel a v roce 630 vysvěcena jako kostel sv. Hadriána. Barokní interiér tohoto kostela byl přeměněn v souladu s duchem 30. let 20. století v to, co Antonio Cederna nazýval „jakousi kulisou pro Poslední dny Pompejí“.
Diokleciánova kurie má obdélníkový půdorys. Zvenku je podepřena širokými pilíři, které jsou zarovnány s fasádou a korunovány štíty.
Vnější zdi z cihel, které mají reliéfní oblouky a jsou proraženy velkými okny, byly původně pokryty ve spodní části mramorovými deskami, jejichž zbytky se dochovaly vlevo od vchodu. V horní části byly zdi zakryty štukem, který měl představovat mramorové desky. Krátké schodiště, obnovené v moderní době, vede do sálu kurie.
Bronzové vstupní dveře jsou replikami, originály byly přeneseny do Lateránské baziliky.

## Interiér
Rozlehlý interiér o výšce 21 m, šířce 18 m a délce 27 m víceméně odpovídá proporcím, které Marcus Vitruvius Pollio navrhl pro stavbu obdélníkové kurie. Podle jeho názoru by výška měla být poloviční než součet šířky a délky.
V místnosti je stále zachována většina podlahy z Diokleciánovy éry, vyrobené z mramoru vykládaného kameny různých barev, včetně hadce (zelená) a porfyru (tmavě červená). Je to obzvláště cenná podlaha, která se kvůli použité technice nazývá opus sectile, „řezaná práce“. Tato technika byla běžnou alternativou k mozaikovým podlahám na začátku pozdního republikánského období. V pozdní antice se téměř výhradně používala ve veřejných a sakrálních stavbách.
Hala je rozdělena na tři podlouhlé části. Levou i pravou zabírají tři široké nízké schůdky, na kterých stála křesla asi 300 senátorů. Mezi dvěma dveřmi v zadní stěně je široká základna, na které seděl předseda.
V dnešní kurii jsou vystaveny dva velké reliéfy, známé jako Plutei resp. Anaglypha Traiani. Byly nalezeny uprostřed fóra. Na reliéfech jsou vyobrazeny výjevy z Trajánova principátu. Na prvním jsou občanům odpouštěny daňové dluhy a spáleny seznamy dluhů za přítomnosti císaře. Na druhém jsou zobrazeny alimenty, nízkoúročené půjčky pro zemědělství, jejichž výtěžek by měl být použit na podporu potřebných dětí. Tyto dva reliéfy mají velkou hodnotu jako prezentace fóra, na kterém se scény odehrávají.

## Galerie

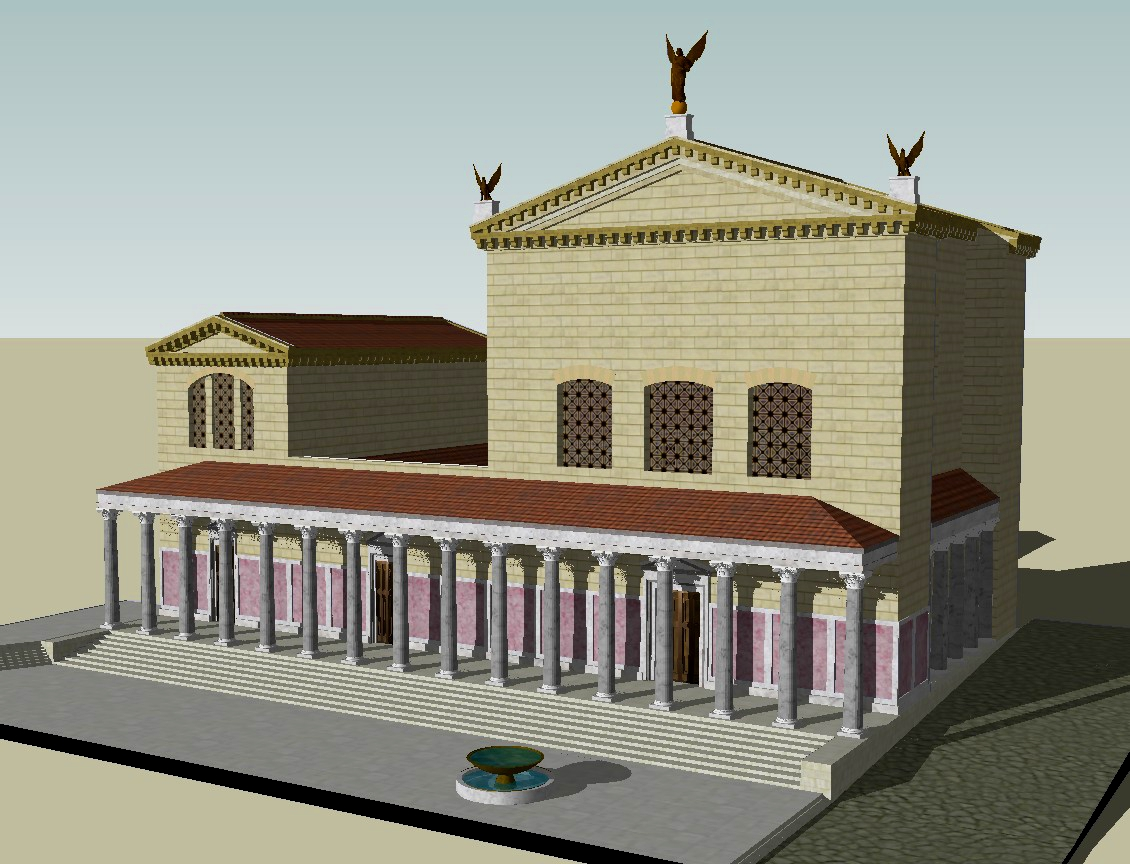
Rekonstrukce kurie
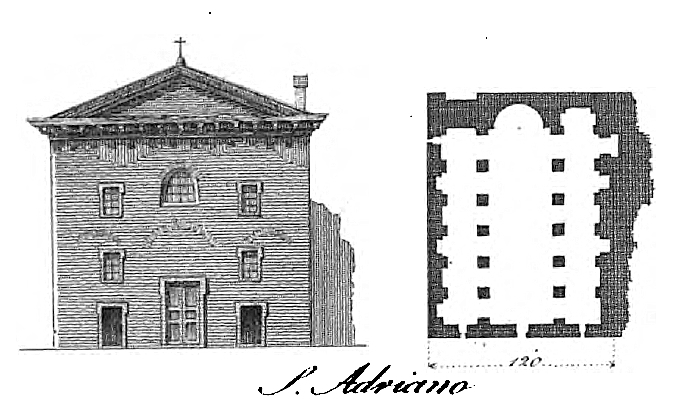
Fasáda a půdorys kostela sv. Hadriána kolem roku 1100
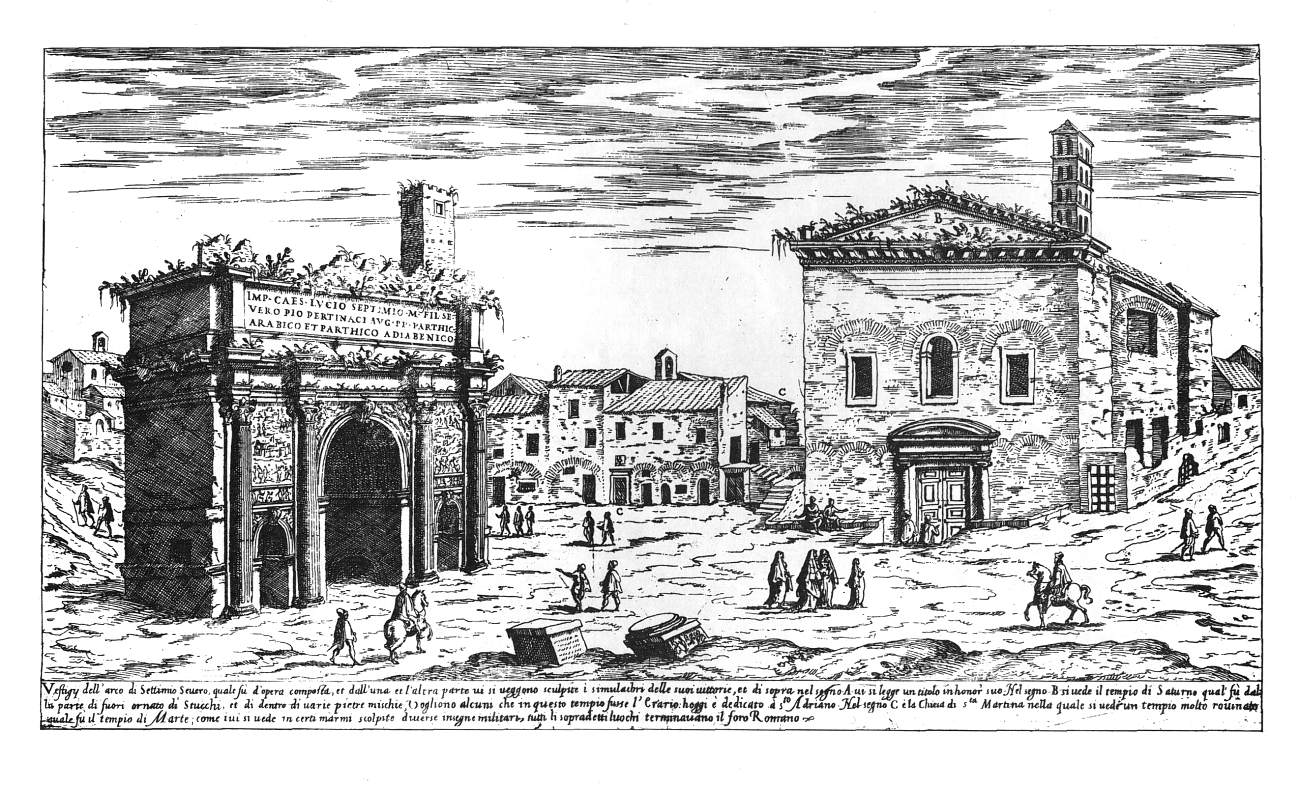
Kostel sv. Hadriána dle Etienna Dupéraca v roce 1575
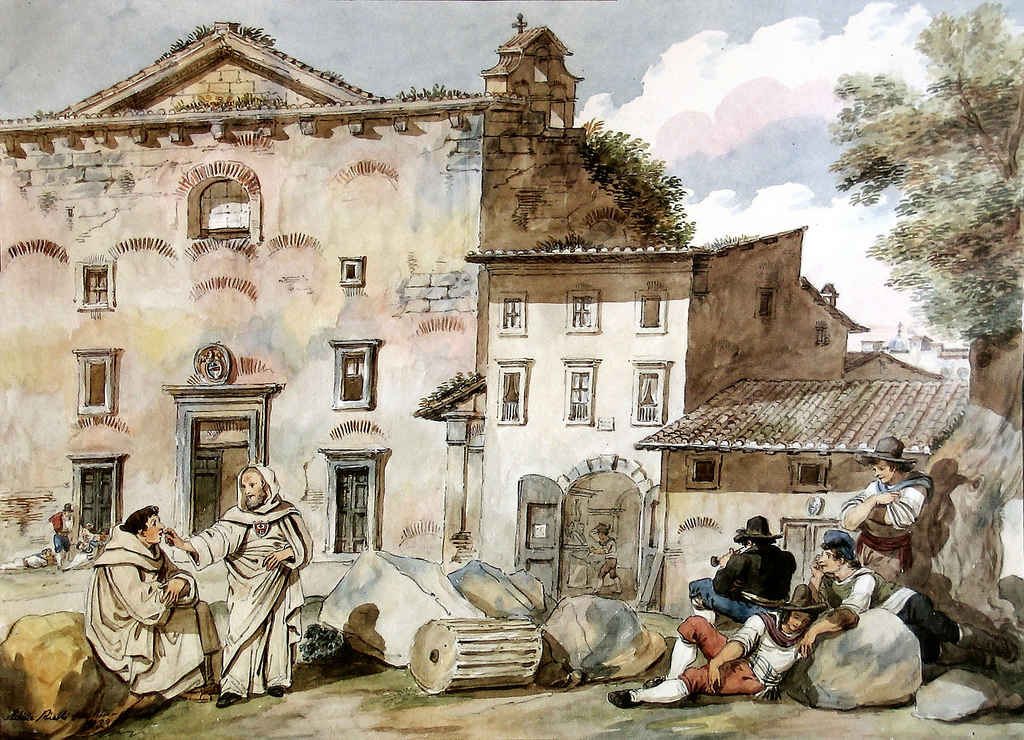
Kostel v roce 1834 (Achille Pinelli)
Forum Romanum s kurií (vlevo) v roce 1909
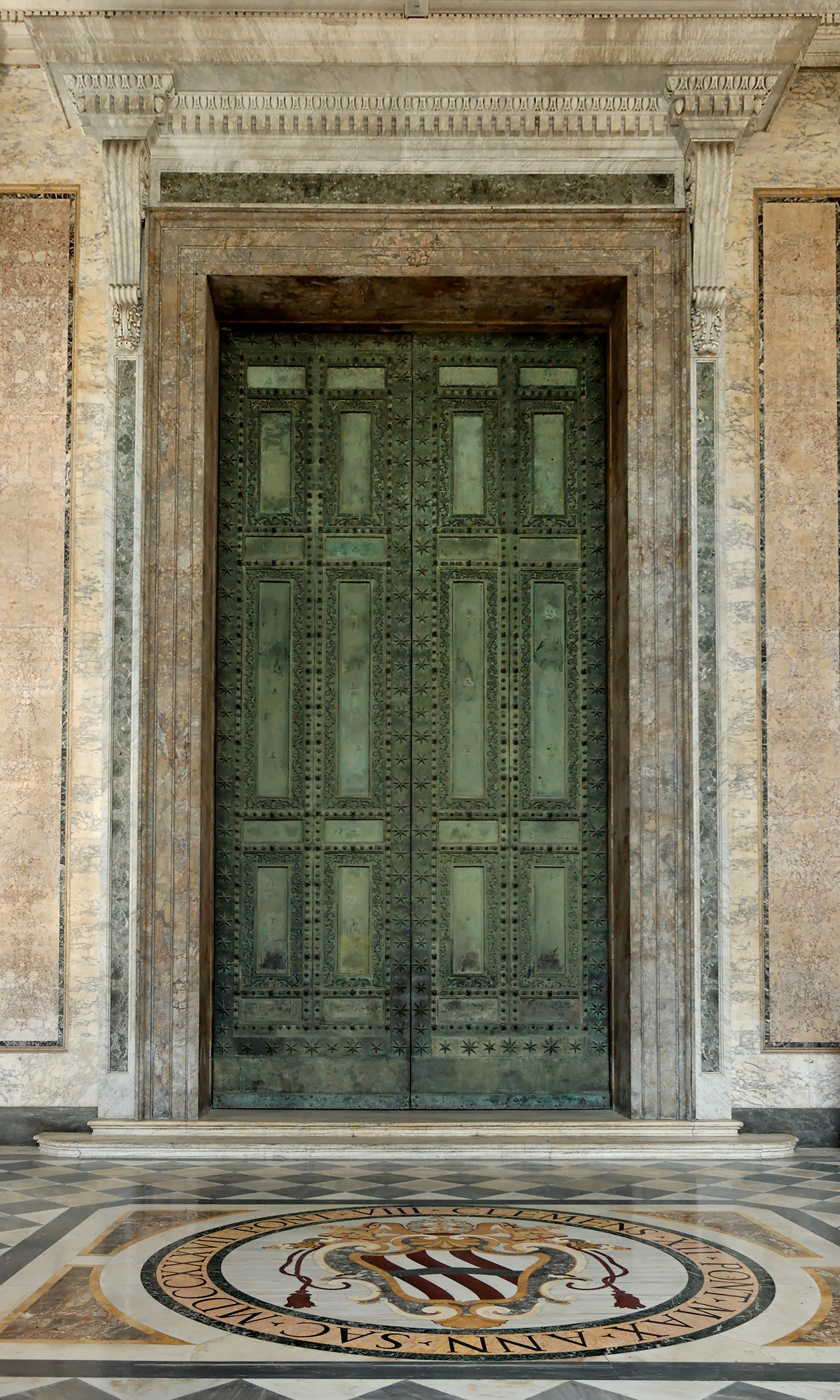
Původní dveře kurie přenesené v roce 1660 do lateránské baziliky
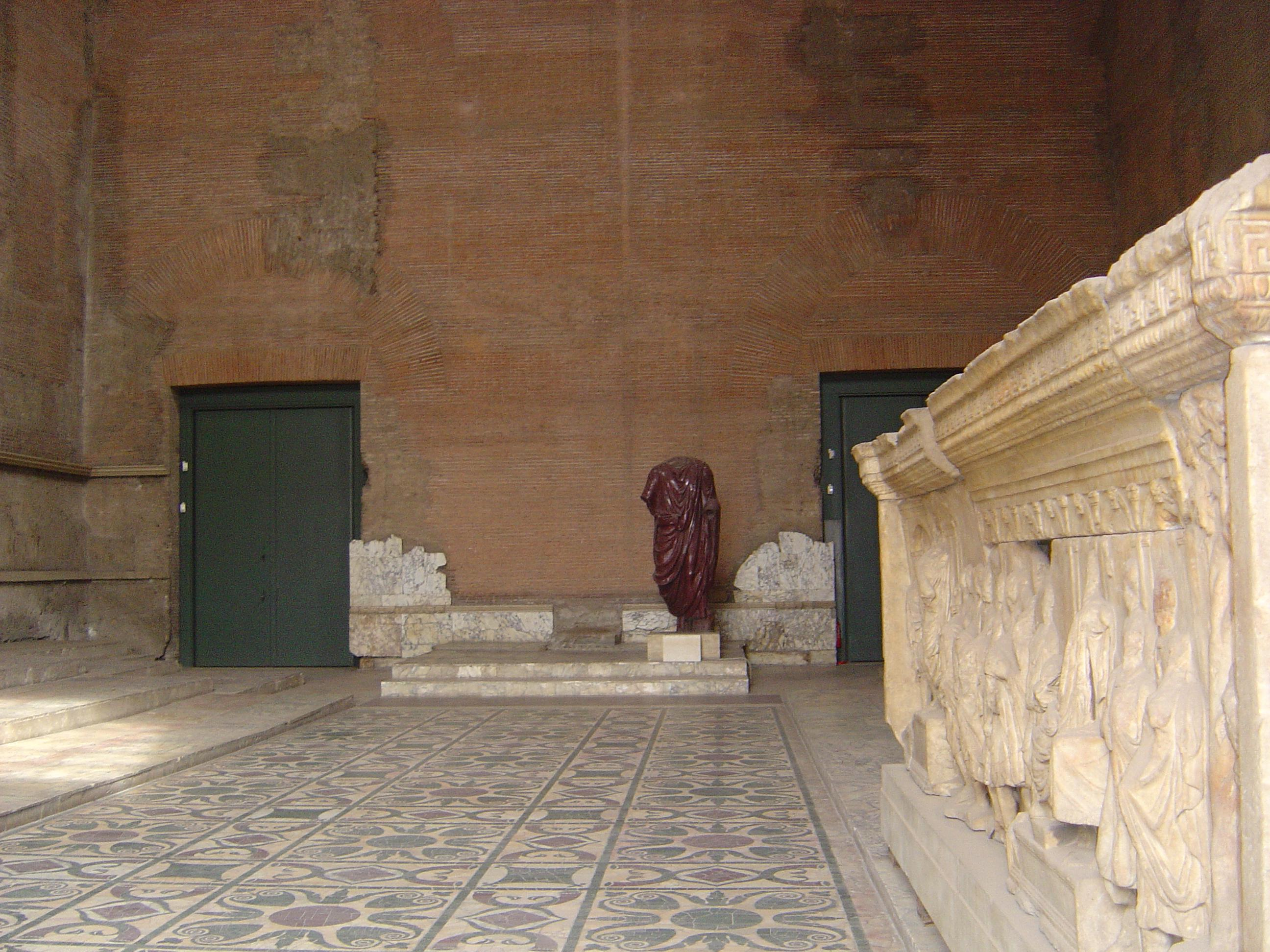
Interiér
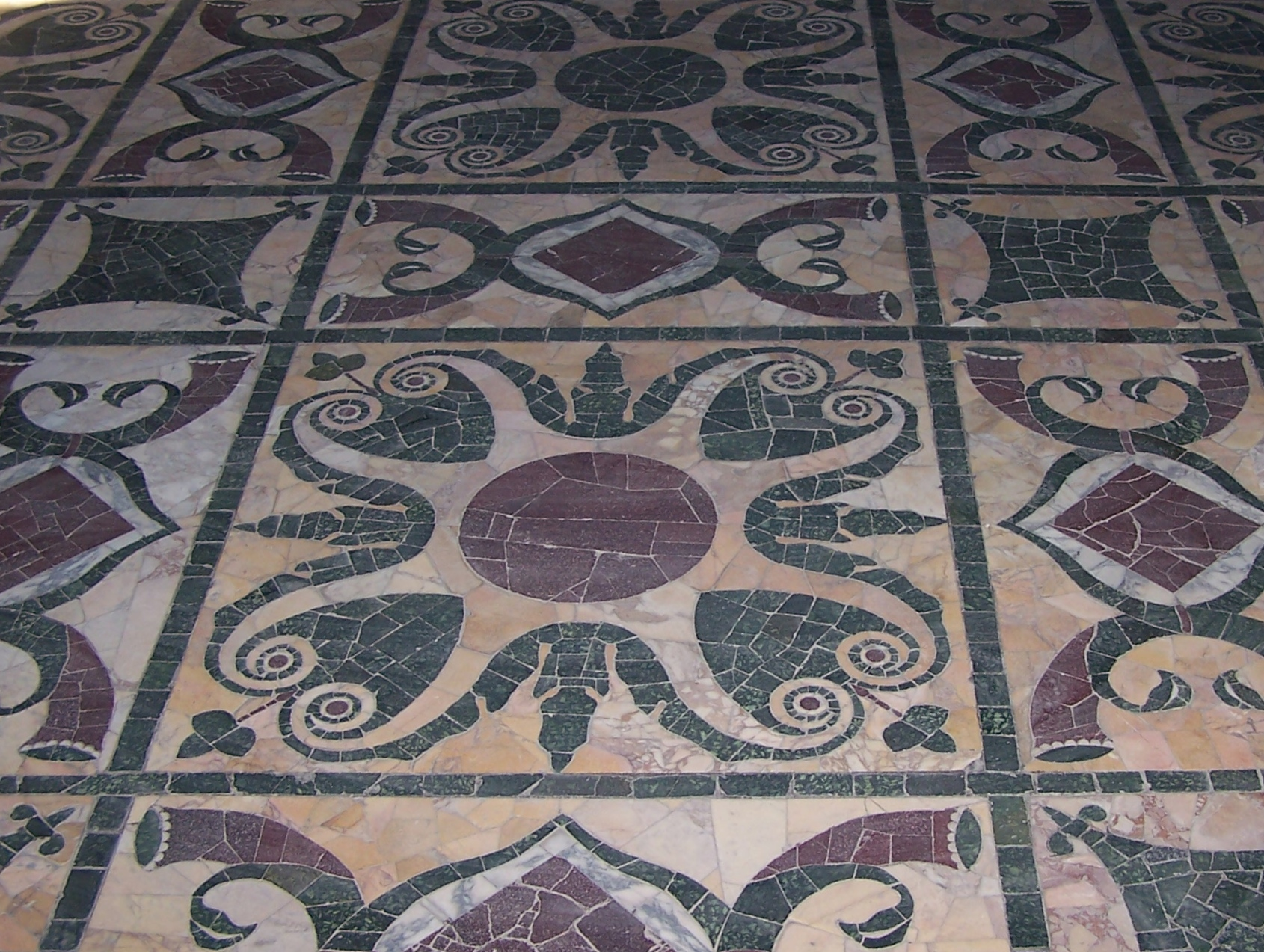
Podlaha kurie
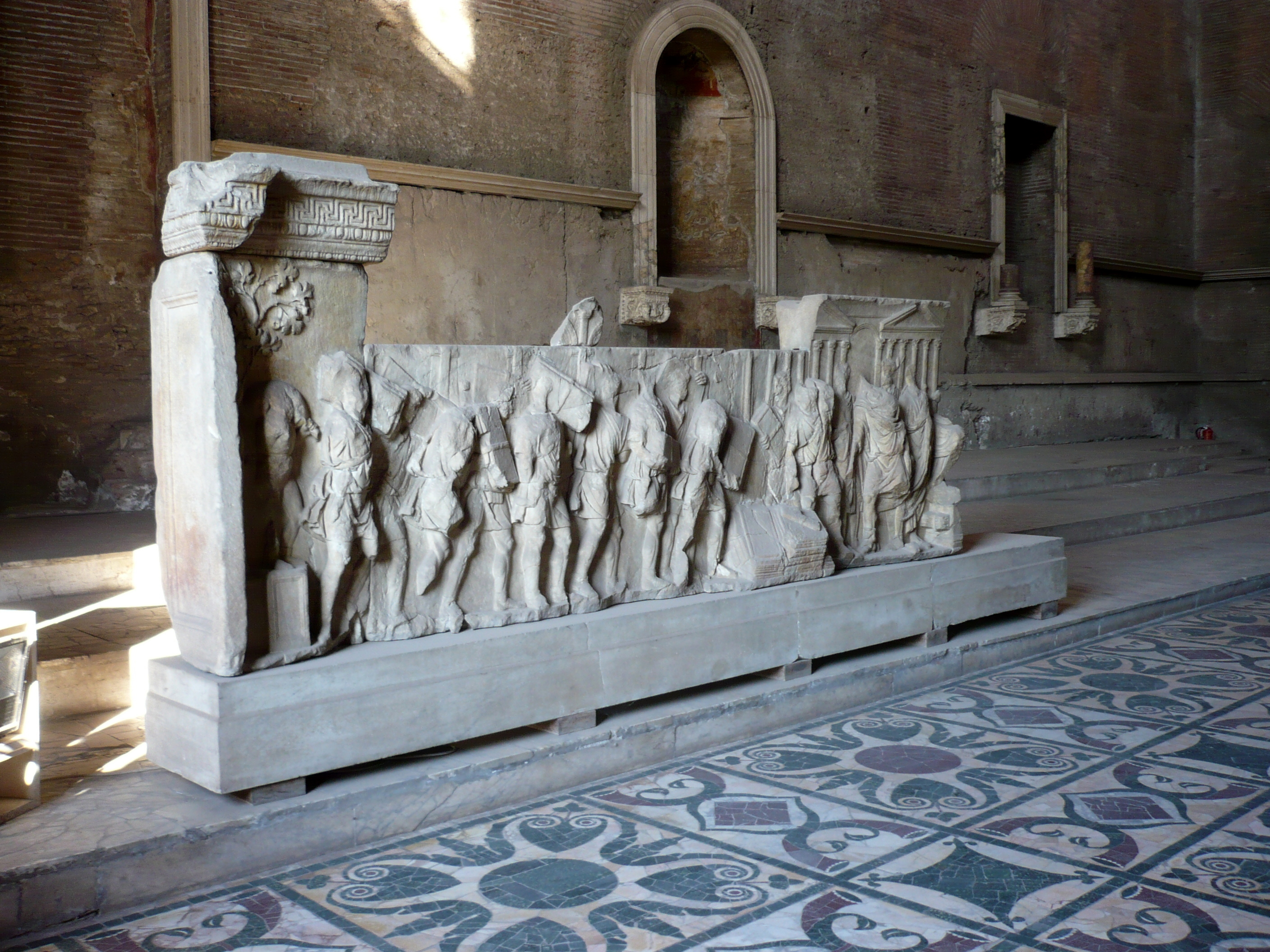
Levý reliéf
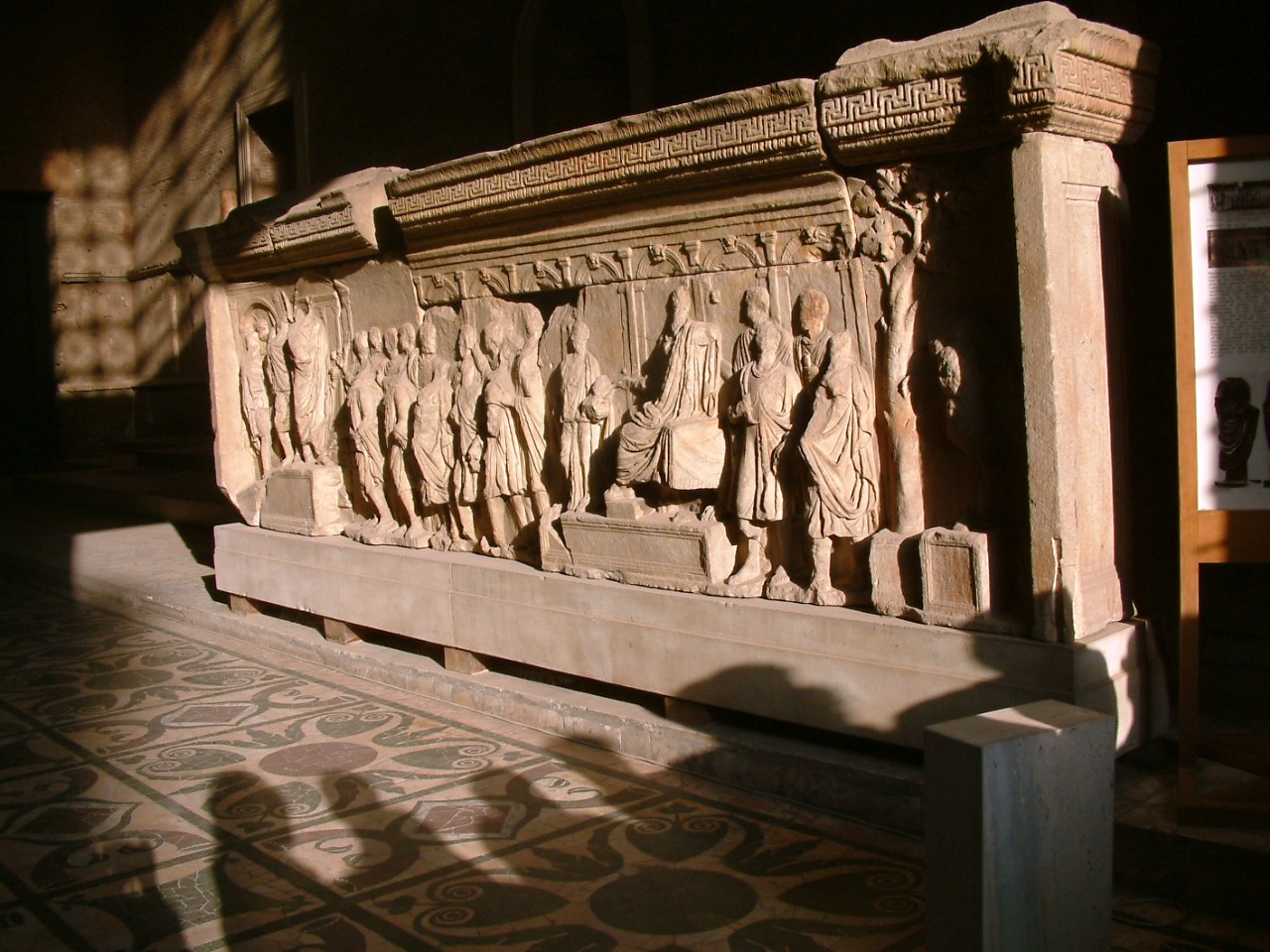
Pravý reliéf